# M. Krabs
M. Krabs ou Eugène H. Krabs (aussi appelé Capitaine Krabs dans la version française) est un personnage du dessin animé Bob l'éponge.

## Personnage
Krabs est un personnage d'une cinquantaine d'années (en âge humain) vénal et avare qui n'a qu'une idée en tête : engranger des bénéfices.
C'est un personnage récurrent et toujours très drôle qui apporte une touche de personnage adulte et mature (dans la plupart des épisodes). Il est également le père de Pearl Krabs et a une maman qu'il aime plus que tout.
Il a un accent très prononcé.

### Personnalité
Krabs est quelqu'un de très avare, il garde tout l'argent qu'il peut et dépense le moins possible. Dans Incorrigible Capitaine Krabs, il échange Bob l'Éponge au Hollandais Volant pour seulement 62 cents. Il n'hésite pas à laisser son restaurant ouvert 24 h sur 24 (dans les épisodes Service de nuit et Ouverture non-stop !) pour gagner toujours plus d'argent.
M. Krabs est d'ailleurs richissime, ce qui se remarque par son coffre-fort rempli de billets et d'or ainsi qu'un portefeuille rempli de centimes (ce coffre peut exister ou pas selon l'histoire).
Il lui arrive également de scotcher ses billets au mur de son bureau ou sur tous les murs se trouvant dans sa maison.
Il cache également son argent sous son lit.

## Enfance

### Milieu social
Issu d'un milieu très pauvre, il a souffert durant son enfance de sa condition. Ainsi, il était sujet des moqueries de ses camarades de classe au sujet de ses vêtements. En effet, ceux-ci étaient un amoncellement de vieux morceaux de tissu provenant de la décharge publique.

### Biographie
Il participa à la Guerre du Vietnam (mentionné dans l'épisode POOP).
Il participa à la Guerre du Crabz (mentionné dans l'épisode Plancton voleur)

### Amitié
Son seul ami depuis la maternité était Plankton. Tous les deux étaient pestiférés dans leur classe. Les deux amis ont mis au point une recette de hamburger afin de se faire accepter des autres, mais ils se sont disputés. En effet, Plankton voulait diriger le monde grâce aux hamburgers et Eugène voulait devenir hyper riche. Ils ne manquent par contre pas de devenir des amis, dans l'épisode Une nouvelle vie.  Eugène et Plankton ont tous les deux ouvert un restaurant, cependant seul celui d'Eugène a du succès grâce à la recette unique du Pâté de crabe qu'il a créé en jetant une étagère d'ingrédients dans une marmite (même s'il dit que la recette secrète existe depuis des générations).

## Famille
- Victor Krabs est le père de M. Krabs. Il n'apparait pas dans la série mais il est mentionné dans un épisode L'Hippocampe où son fils raconte que lorsqu'il avait cinq ans, son père lui avait donné son premier dollar. Il apparait seulement dans une vieille photographie dans la maison de la mère Krabs. Il y a une photo de mariage en noir et blanc à l'arrière de la maison de la mère Krabs supposant que c'est leur mariage.
- Elizabeth « Betsy » Claws est la mère de M. Krabs. Elle est assez stricte. Dans l'épisode Un Plankton chez les Krabs, Plankton la demande en mariage mais celle-ci refusa brièvement sa demande. On peut la voir jeune, dans certains flashbacks de M. Krabs. Mme Krabs est très similaire à son fils en termes d'apparence. Elle porte une robe pourpre et de grosses lunettes bleues. Elle est coiffée d'un petit chignon. Elle habite dans une ancre, tout comme Krabs, mais en rose.
- Pearl Jane Krabs est la fille de M. Krabs. C'est une jeune femelle cachalot lycéenne habillé d'un t-shirt rose avec un « P » dessus (initiale de son prénom) et d'une jupe violette. Elle a les cheveux blonds et les yeux bleus. C'est une adolescente de 16 ans. D'après M. Krabs, Pearl tiens son apparence de cétacé de sa mère.
- Il a également une femme. Elle est soit décédée ou divorcée.
- Il a trois neveux identiques qui sont apparus dans l'épisode Cousin Stanley (5x41)